# Aterpnodes rubripennis
Aterpnodes rubripennis är en fjärilsart som beskrevs av Butler 1881. Aterpnodes rubripennis ingår i släktet Aterpnodes och familjen mätare. Inga underarter finns listade i Catalogue of Life.